# Isaac ibn Latif
Pour les articles homonymes, voir Latif (homonymie).
Isaac ibn Latif est kabbaliste juif, né à Tolède vers 1210, mort dans la même ville vers 1280. 

## Biographie
Enseignant à l’école kabbalistique de Tolède, il tire son inspiration des écrits néoplatoniciens arabes et juifs, notamment des ouvrages de Salomon ibn Gabirol et d’Abraham ibn Ezra.
Il se propose dans son œuvre majeure, le Cha’ar ha-Chamayim, La Porte du ciel, d’écrire une suite du Guide des égarés de Maïmonide. Il y postule que la divinité ne peut être contemplée qu’au moyen d’une extase supra-intellectuelle, qui implique une expérience vécue, supérieure même à celle de la prophétie, « béatitude de l’union suprême », que la spéculation philosophique ne peut atteindre.
« Il a un pied dans la kabbale et un autre dans la philosophie », selon Charles Mopsik. 
Selon Ibn Latif, « la prière véritable mène l’intelligence humaine à la communion avec l’Intelligence active « comme un baiser », mais, de là, elle s’élève encore jusqu’à la communion avec les « premières choses créées » ; par-delà cette communion, réalisée à travers les mots, se trouve la communion par la pensée pure, destinée à atteindre la Cause première, c’est-à-dire la Volonté primordiale, et, à terme, à se tenir devant Dieu lui-même », note Gershom Scholem, qui classe Ibn Latif parmi les kabbalistes les plus remarquables de l’école castillane du XIIIe siècle.